# Uwe Reuter (Mediziner)
Uwe Reuter (* 2. März 1967 in Frankfurt-Höchst) ist ein deutscher Neurologe und Vorstandsvorsitzender der Universitätsmedizin Greifswald. Von 1996 bis 2021 war er an der Charité Berlin unter anderem als medizinischer Leiter der Kinder- und Frauenkliniken sowie als kaufmännischer Leiter der Kliniken für Neurologie, Neurochirurgie und Psychiatrie tätig. Seit Mai 2021 ist der APL-Professor der Ärztliche Vorstand und zugleich Vorstandsvorsitzender der Universitätsmedizin Greifswald. Er leitet zudem die AG Kopfschmerzforschung und Kopfschmerzambulanz der neurologischen Klinik der Berliner Charité.

## Leben

### Ausbildung
Nach einem Abitur am Friedrich-Dessauer-Gymnasium (Frankfurt/M-Höchst) leistete Reuter am St. Josephs-Hospital in Wiesbaden, einem katholischen Akutkrankenhaus der Schwerpunktversorgung, seinen Zivildienst ab. Ab 1988 studierte er Humanmedizin an der Johannes-Gutenberg-Universität Mainz und der Technischen Universität Berlin, wo er 1994 das 3. Staatsexamen absolvierte. Mit der Arbeit zum Trichogramm und immunhistochemische Analyse des Capillitium bei Psoriasis vulgaris wurde er 1996 in Mainz zum Dr. med. promoviert.

### Wissenschaftliche und berufliche Laufbahn
In den Jahren 1999 bis 2001 folgten zwei Auslandsaufenthalte in Boston, USA. Seit 2003 leitet er die AG Kopfschmerzforschung an der Neurologischen Klinik der Charité, wo er 2004 mit einer Arbeit zu den Krankheitsvorgängen der Migräne habilitiert wurde. Im selben Jahr wurde er unter dem damaligen Direktor der Klinik für Neurologie und späteren Vorstandsvorsitzenden der Charité, Karl Max Einhäupl, zum Oberarzt der Neurologischen Klinik ernannt. Nach seinem berufsbegleitenden MBA-Studium Health Care Management übernahm er 2009 als kaufmännischer Zentrumsleiter für Neurologie, Neurochirurgie, Psychiatrie und Neuropathologie sowie ab 2013 als medizinischer Leiter des Zentrums für Frauen-, Kinder und Jugendmedizin mit Perinatalzentrum, Führungspositionen im Management. Seit 2021 ist er Ärztlicher Vorstand der Universitätsmedizin Greifswald, wo er zugleich auch das Amt des Vorstandsvorsitzenden übernommen hat. Trotz seiner Schwerpunkte im Krankenhaus-Management ist Reuter weiterhin als Wissenschaftler und Arzt tätig.

## Wirken
Im Rahmen seiner wissenschaftlichen Aktivitäten hat Reuter an internationalen Studienprogrammen zur Entwicklung von monoklonalen Antikörpern am CGPR-Rezeptor (Calcitonin-Gene-Related-Rezeptor) zur vorbeugenden Behandlung der Migräne beigetragen. Das von ihm geleitete Kopfschmerzzentrum der Berliner Charité gilt heute als eine der größten ambulanten Versorgungseinrichtungen für Kopfschmerz in Europa. Er ist seit 2018 Mitglied im Kuratorium der Berliner Sparkassenstiftung Medizin.

## Publikationen (Auswahl)
Reuter hat (Stand Februar 2022) laut Web of Science einen h-Index von 40 und gilt mit über 300 Publikationen und mehr als 6.000 Citations als einer der führenden Wissenschaftler bei der Erforschung der Behandlung von Kopfschmerz und Migräne.
- H. Bolay, U. Reuter, (...), M. A. Moskowitz: Intrinsic brain activity triggers trigeminal meningeal afferents in a migraine model. In: NATURE MEDICINE. Band 8, Nr. 2), Feb 2002, S. 136–142.
- U. Reuter, H. Bolay, (...), M. A. Moskowitz: Delayed inflammation in rat meninges: implications for migraine pathophysiology. In: BRAIN. Band 124, Dec 2001, S. 2490–2502.
- M. Farkkila, H. C. Diener, (...), U. Reuter: Efficacy and tolerability of lasmiditan, an oral 5-HT1F receptor agonist, for the acute treatment of migraine: a phase 2 randomised, placebo-controlled, parallel-group, dose-ranging study. In: LANCET NEUROLOGY. Band 11, Nr. 5, Mai 2012, S. 405–413.
- U. Reuter: Anti-CGRP antibodies: a new approach to migraine prevention. In: LANCET NEUROLOGY. Band 13, Nr. 9, Sep 2014, S. 857–859.
- mit H. Sun, D. W. Dodick, (...), R. Lenz: Safety and efficacy of AMG 334 for prevention of episodic migraine: a randomised, double-blind, placebo-controlled, phase 2 trial. In: LANCET NEUROLOGY. Band 15 (4), Apr 2016, S. 382–390.
- mit S. Tepper, M. Ashina, (...), R. Lenz: Safety and efficacy of erenumab for preventive treatment of chronic migraine: a randomised, double-blind, placebo-controlled phase 2 trial. In: LANCET NEUROLOGY. Band 16, Nr. 6, Jun 2017, S. 425–434.
- P. J. Goadsby, U. Reuter, (...), R. A. Lenz: A Controlled Trial of Erenumab for Episodic Migraine. In: NEW ENGLAND JOURNAL OF MEDICINE. Band 377, Nr. 22, Nov 30 2017, S. 2123–2132.
- U. Reuter, P. J. Goadsby, (...), J. Klatt: Efficacy and tolerability of erenumab in patients with episodic migraine in whom two-to-four previous preventive treatments were unsuccessful: a randomised, double-blind, placebo-controlled, phase 3b study. In: LANCET. Band 392, Nr. 10161, 24. Nov 2018, S. 2280–2287.
- mit M. Ashina, P. J. Goadsby, (...), D. D. Mikol: Long-term efficacy and safety of erenumab in migraine prevention: Results from a 5-year, open-label treatment phase of a randomized clinical trial. In: EUROPEAN JOURNAL OF NEUROLOGY. Band 28, Nr. 5, Mai 2021, S. 1716–1725.